# Zamia lecointei
Zamia lecointei — вид голонасінних рослин класу Саговникоподібні (Cycadopsida).
Етимологія: видовий епітет вшановує Пола ЛеКонте (Paul LeCointe), який жив в Обідуш, Бразилія та супроводжував Адольфа Дюка, коли вид був відкритий.

## Опис
Стовбур підземний і бульбовий, 5–8 см діаметром. Листків 2–4, вони прямовисні або злегка зігнуті, довгасті, завдовжки 1–2 м; черешок циліндричний, завдовжки 75 см, рідко озброєний міцними колючками; хребет циліндричний, зазвичай без шипів, 1 м в довжину, з 30–40 парами листових фрагментів. Листові фрагменти лінійно-ланцетні, загострені на вершині, краї цілі або рідко з 2–3 неясними зубами поблизу вершини нижнього краю, середні — завдовжки 30–37 см, шириною 1–2 см. Пилкові шишки 2–6, циліндричні, від кремового до світло-коричневого кольору, завдовжки 6–10 см, 1–2 см в діаметрі; плодоніжка завдовжки 10–20 см. Насіннєві шишки зазвичай поодинокі, коричневі, завдовжки 10–15 см, 3–5 см в діаметрі; плодоніжка завдовжки 5–8 см. Насіння червоне, яйцевиде, завдовжки 3 см, 2 см в діаметрі. 2n = 16.

## Поширення, екологія
Країни зростання: Бразилія (Пара); Колумбія (материк); Перу; Венесуела (материк). Рослини загалом зростають в дуже піщаних, добре дренованих ґрунтах. Рослини зазвичай ростуть на прямому сонці або як підлісок у вторинній рослинності. Середовищем проживання вважається від відкритих, сухих, сезонних від помірної до низької висоти лісів до тропічних низовинних вологих незайманих лісів.